# Субельдия, Аймар
Аймар Субельдия Агуирре (исп. Haimar Zubeldia Agirre, род. 1 апреля 1977 года) — испанский профессиональный шоссейный велогонщик, выступающий за команду Trek Factory Racing. Субельдия пришёл в профессиональный велоспорт в 1998 году. Является хорошим горным специалистом и раздельщиком. Первого большого успеха добился в 2000 году, заняв второе место в генеральной классификации и первое в классификации лучшего молодого гонщика на Критериуме ду Дофине Либере. Наивысшим достижением Субельдии на Тур де Франс стало 5 место в генеральной классификации в 2003 и 2007 годах. На Вуэльте Испании он дважды становился 10 в генеральной классификации в 2000 и 2002 годах. В 2009 году он в составе команды Astana выиграл групповую гонку с раздельным стартом на Тур де Франс.

## Выступления на Тур Де Франс
- 2001 — 73 место
- 2002 — 39 место
- 2003 — 5 место
- 2004 — DNF
- 2005 — 15 место
- 2006 — 8 место
- 2007 — 5 место
- 2008 — 45 место
- 2009 — 27 место
- 2011 — 15 место
- 2012 — 6 место
- 2014 — 8 место

## Главные победы
2000 — Euskaltel-Euskadi
1 место  в общем зачёте — Euskal Bizikleta
2 место в общем зачёте — Критериум ду Дофине Либере
1 место  в молодёжной классификации
10 место в общем зачёте — Вуэльта Испании
2001 — Euskaltel-Euskadi
7th Overall — Вуэльта Каталонии
2002 — Euskaltel-Euskadi
4 место в общем зачёте — Критериум ду Дофине Либере
1 место  в молодёжной классификации
10 место в общем зачёте — Вуэльта Испании
2003 — Euskaltel-Euskadi
5 место в общем зачёте — Тур де Франс
3 место в общем зачёте — Вуэльта Мурсии
2004 — Euskaltel-Euskadi
3 место в общем зачёте — Vuelta Asturias
5 место в общем зачёте — Euskal Bizikleta
2005 — Euskaltel-Euskadi
7 место — Классика Сан-Себастьяна
15 место в общем зачёте — Тур де Франс
2006 — Euskaltel-Euskadi
8 место в общем зачёте — Тур де Франс
8 место в общем зачёте — Euskal Bizikleta
10 место в общем зачёте — Вуэльта Кастилии и Леона
2007 — Euskaltel-Euskadi
5 место в общем зачёте — Тур де Франс
2008 — Euskaltel-Euskadi
9 место — Классика Сан-Себастьяна
2009 — Astana
1место на 4 этапе Тур де Франс
3 место в общем зачёте — Вуэльта Каталонии
8 место в общем зачёте — Критериум ду Дофине Либере
2010 — Team Radioshack
1 место  в общем зачёте — Tour de l'Ain
1 место в Прологе
4 место — Классика Сан-Себастьяна
4 место — Гран-при Монреаля
2011
7 место — Классика Сан-Себастьяна
8 место в общем зачёте — Вуэльта Андалусии
2012
6 место в общем зачёте — Тур де Франс
8 место в общем зачёте — Вуэльта Андалусии
10 место — Критериум Дофине
10 место в общем зачёте — Тур Баварии
2014
7 место — Классика Сан-Себастьяна
8 место в общем зачёте — Тур де Франс
2015
6 место в общем зачёте — Тур Калифорнии